# Conte di Clanricarde
Conte di Clanricarde è un titolo che è stato creato due volte nel paria d'Irlanda, prima nel 1543 e di nuovo nel 1800.

## Storia
Nel 1543 Ulick nagCeann Burke è stato creato barone di Dunkellin e conte di Clanricarde nella paria d'Irlanda. Il suo pronipote, il quarto conte, fu creato barone di Somerhill e visconte Tunbridge (1624) e barone di Imanney, visconte Galway e conte di St. Albans (1628) nella paria d'Inghilterra. Suo figlio, il quinto conte, fu un importante realista durante la guerra civile. Nel 1646 fu creato marchese di Clanricardel nella paria d'Irlanda. Nel 1650 succedette a suo cugino, il terzo visconte Bourke. Alla sua morte nel 1657 il marchesato e i titoli inglesi si sono estinti. Tuttavia, gli succedette nei titoli irlandesi UN suo cugino di secondo grado, il sesto conte. Era il figlio di Sir William Bourke, terzo figlio del terzo conte. Morì senza eredi maschi e gli succedette il fratello minore, il settimo conte.
Il figlio più giovane, il nono conte (succeduto al fratello maggiore), ha combattuto nell'esercito di Giacomo II d'Inghilterra e fu fatto prigioniero nella battaglia di Aughrim (1691). Venne messo al bando, arrestato e i suoi possedimenti vennero confiscati.
Tuttavia, nel 1701 Lord Clanricarde venne assolto grazie a una legge del Parlamento e gli vennero restituite le sue tenute. Suo nipote, l'undicesimo conte, assunse l'antico cognome di de Burgh al posto di Bourke (o Burke). Suo figlio maggiore, il dodicesimo conte, è stato creato marchese di Clanricarde nel 1789. Alla sua morte il marchesato si estinse. Gli succedette negli altri titoli un suo fratello minore, il tredicesimo conte, un generale dell'esercito britannico. Alla sua morte gli succedette il nipote, il quattordicesimo conte. Egli è stato creato marchese di Clanricarde nel 1825. Nel 1826 venne nominato barone Somerhill nella paria del Regno Unito.
Suo figlio maggiore morì nel 1867. Al primo marchese succedette il secondo figlio, il secondo marchese, che aggiunse al suo cognome "Canning" nel 1862 come erede di suo zio materno, Charles Canning, I conte Canning. Alla sua morte, nel 1916, tutti i titoli si sono estinti, tranne il titolo di conte di Clanricarde e gli succedette suo cugino George Browne, VI marchese di Sligo.

## Conti di Clanricarde (1543)
- Ulick nagCeann Burke, I conte di Clanricarde (?-1544)
- Richard Burke, II conte di Clanricarde (?-1582)
- Ulick Burke, III conte di Clanricarde (?-1601)
- Richard Burke, IV conte di Clanricarde (?-1635) (creato conte di St. Albans nel 1628)
- Ulick Burke, V conte di Clanricarde (?-1657) (creato marchese di Clanricarde nel 1646)

## Marchesi di Clanricarde (1646)
- Ulick Burke, I marchese di Clanricarde (?-1657)

## Conti di Clanricarde (1543)
- Richard Burke, VI conte di Clanricarde (?-1666)
- William Burke, VII conte di Clanricarde (1637-1687)
- Richard Burke, VIII conte di Clanricarde (?-1704)
- John Burke, IX conte di Clanricarde (1642-1722)
- Michael Burke, X conte di Clanricarde (?-1726)
- John de Burgh, XI conte di Clanricarde (1720-1782)
- Henry de Burgh, XII conte di Clanricarde (1743-1797) (creato marchese di Clanricarde nel 1785)

## Marchesi di Clanricarde (1785)
- Henry de Burgh, I marchese di Clanricarde (1743-1797)

## Conti di Clanricarde (1543)
- John de Burgh, XIII conte di Clanricarde (1744-1808)
- Ulick de Burgh, XIV conte di Clanricarde (1802-1874) (creato marchese di Clanricarde nel 1825)

## Marchesi di Clanricarde (1825)
- Ulick de Burgh, I marchese di Clanricarde (1802-1874)
- Hubert de Burgh-Canning, II marchese Clanricarde (1832-1916)

## Conti di Clanricarde (1800)
- George Browne, VI marchese di Sligo, IV conte di Clanricarde (1856-1935)
- Ulick Browne, VII marchese di Sligo, V conte di Clanricarde (1898-1941)
- Arthur Browne, VIII marchese di Sligo, VI conte di Clanricarde (1867-1951)
- Terence Browne, IX marchese di Sligo, VII conte di Clanricarde (1873-1952)
- Denis Browne, X marchese di Sligo, VIII conte di Clanricarde (1908-1991)
- Jeremy Browne, XI marchese di Sligo, IX conte di Clanricarde (1939)

L'erede presunto è il cugino di primo grado, Sebastian Ulick Browne (1964).